# Tilman Fürniss
Tilman Fürniss (* 28. April 1948) ist ein deutscher Kinder- und Jugendpsychiater.

## Leben und Werk

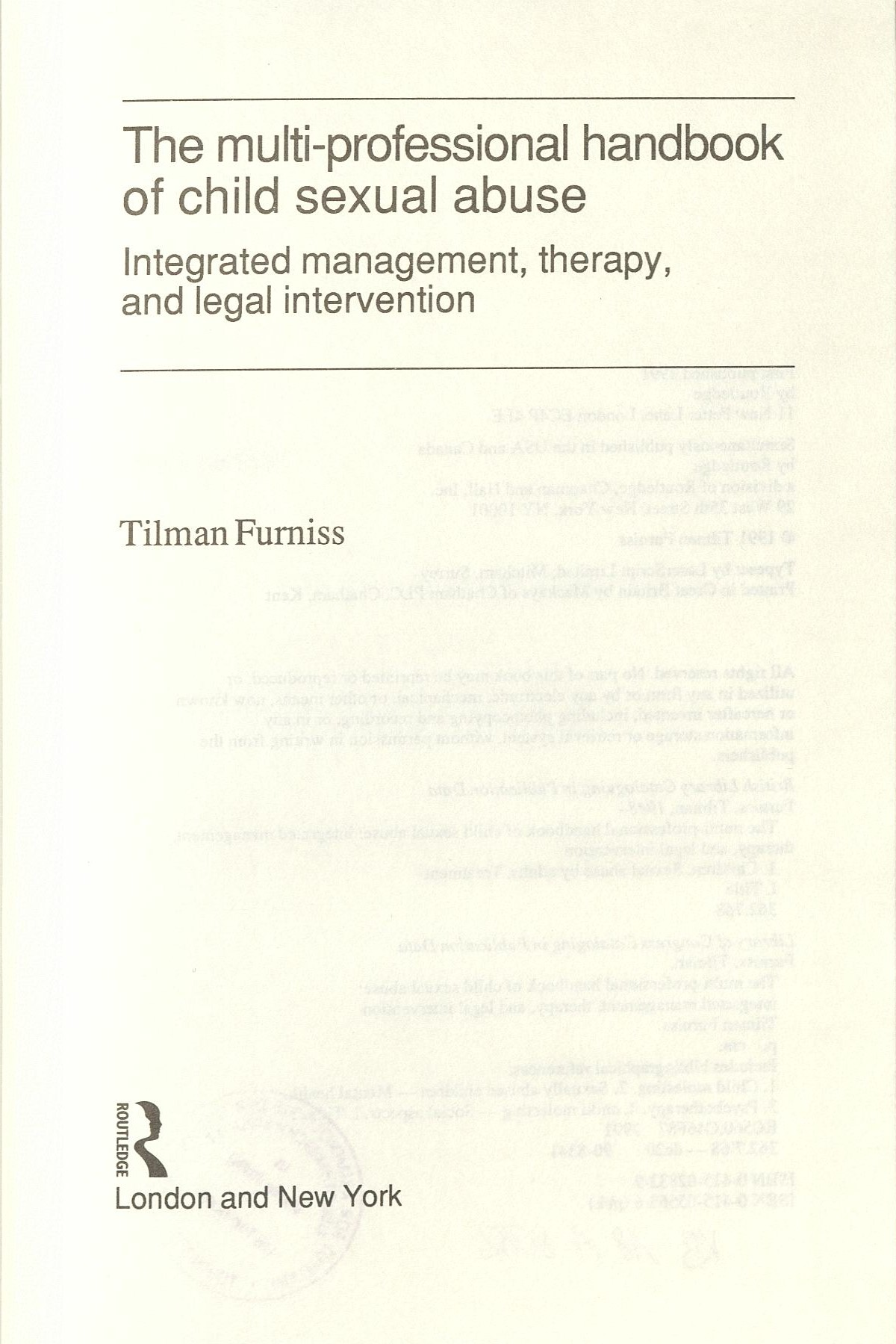
Tilman Furniss (1991)

Fürniss promovierte 1974 an der Universität Freiburg mit dem Thema Calcium-Bewegungen und ihre Bedeutung für die Kontrolle der Herzkontraktion: ein Analogcomputermodell der elektro-mechanischen Koppelung des Herzens.
Von 1978 bis 79 war Fürniss Assistenzarzt der Kinderheilkunde, Mitglied des Vertrauensarztsystems Amsterdam und
Mitglied der Regierungskommission zu Traumafolgen bei Kindesmisshandlung und -vernachlässigung der Regierung der Niederlande.
Von 1979 bis 1982 war Fürniss Assistenzarzt der Abteilung für Kinder- und Jugendpsychiatrie des Hospital for Sick Children, London.
Er war Assistenzarzt am Royal Free Hospital von 1982 bis 1985, dann von 1985 bis 1987 Oberarzt am Royal Free Hospital und University College Hospital London. Von 1987 bis 1990 war er Leitender Facharzt für Kinder- und Jugendpsychiatrie an der Tavistock Clinic London.
Von 1990 bis 2013 war Fürniss Hochschullehrer für Kinder- und Jugendpsychiatrie an der Universität Münster und Direktor der Klinik für Kinder- und Jugendpsychiatrie, -psychosomatik und -psychotherapie Münster des Universitätsklinikums Münster.
Fürniss sieht die Ursachen für Kindesmissbrauch in der Dysfunktion der Familien der Opfer.
Fürniss entwickelte Methoden, um Kinder nach möglichen Gewaltwiderfahrnissen zu befragen (anatomisch korrekte Puppen, Märchenerzählungen, Befragungen). Kritiker monierten unter anderem „verhörähnliche“ Befragungen von Kindern und Fragestellungen mit impliziter Antwort. Unter anderem beriefen sich eine Mitarbeiterin von Wildwasser bei den Wormser Prozessen und Mitarbeiterinnen von Zartbitter beim Montessori-Prozess auf die Methodik von Fürniss. Die jahrelangen Prozesse endeten mit Freisprüchen für alle Angeklagten, da ein Missbrauch nicht nachgewiesen werden konnte oder nachweislich nicht stattgefunden hatte.
Für seine Befragungsmethoden und -grundlagen geriet Fürniss später in die Kritik. Ursula Enders warf ihm unter anderem suggestive Befragungsmethoden und Nichteinhaltung der fachlichen Mindeststandards, dies schon bei seiner Arbeit in einer Londoner Kinderklinik, vor.

## Schriften (Auswahl)
- Multiprofessionelles Handbuch sexueller Kindesmisshandlung. Göttingen: Verlag für angewandte Psychologie, 2003, 380 Seiten, ISBN 3-8017-0880-2
- Sexueller Mißbrauch von Kindern. Ein multidisziplinäres Handbuch von Tilman Fürniss. 2000, ISBN 978-3-8017-0880-1